# Thyridolepis
Thyridolepis is een geslacht uit de grassenfamilie (Poaceae). De soorten komen voor in Australië.

## Soorten
Van het geslacht zijn de volgende soorten bekend: 
- Thyridolepis mitchelliana (Nees) S.T.Blake
- Thyridolepis multiculmis (Pilg.) S.T.Blake
- Thyridolepis xerophila (Domin) S.T.Blake